# 峨眉蒿
峨眉蒿（学名：Artemisia emeiensis）为菊科蒿属的植物，为中国的特有植物。分布在中国大陆的四川等地，生长于海拔2,500米至2,800米的地区，常生于林缘、林下及湿润的地区，目前尚未由人工引种栽培。
其种加词“emeiensis”意为“四川峨眉山的”。

## 别名
峨参叶蒿（四川）